# Ankanasettypura, Chamarajanagar
Ankanasettypura là một làng thuộc tehsil Chamarajanagar, huyện Chamarajanagar, bang Karnataka, Ấn Độ.